# Seznam evroposlancev iz Litve
Seznam evroposlancev iz Litve je krovni seznam.

## Seznami
- seznam evroposlancev iz Litve (2004-2009)
- seznam evroposlancev iz Litve (2009-2014)
- poimenski seznam evroposlancev iz Litve